# Wavrille
Wavrille est une commune française située dans le département de la Meuse, en région Grand Est.

## Géographie

### Situation
Le village se trouve dans un vallon encaissé entre les collines de Crépion, Etraye et Damvillers. La plupart de ces collines étant soit des prairies soit des bois, le cadre est très verdoyant.
Wavrille est bordé par la Tinte à l'est, et est traversé par le ruisseau de Wavrille (qui se jette dans la Tinte).

#### Communes limitrophes
| Étraye                 | Étraye                | Damvillers            |
| Étraye                 | Wavrille              | Damvillers            |
| Haumont-près-Samogneux | Moirey-Flabas-Crépion | Moirey-Flabas-Crépion |

### Hydrographie
La commune est dans le bassin versant de la Meuse au sein du bassin Rhin-Meuse. Elle est drainée par la Thinte, le ruisseau de Wavrille, le ruisseau de Prelle et le ruisseau de la Vau Beauzee,.
La Thinte, d'une longueur de 17 km, prend sa source dans la commune de Azannes-et-Soumazannes et se jette  dans le Loison à Vittarville, après avoir traversé neuf communes.

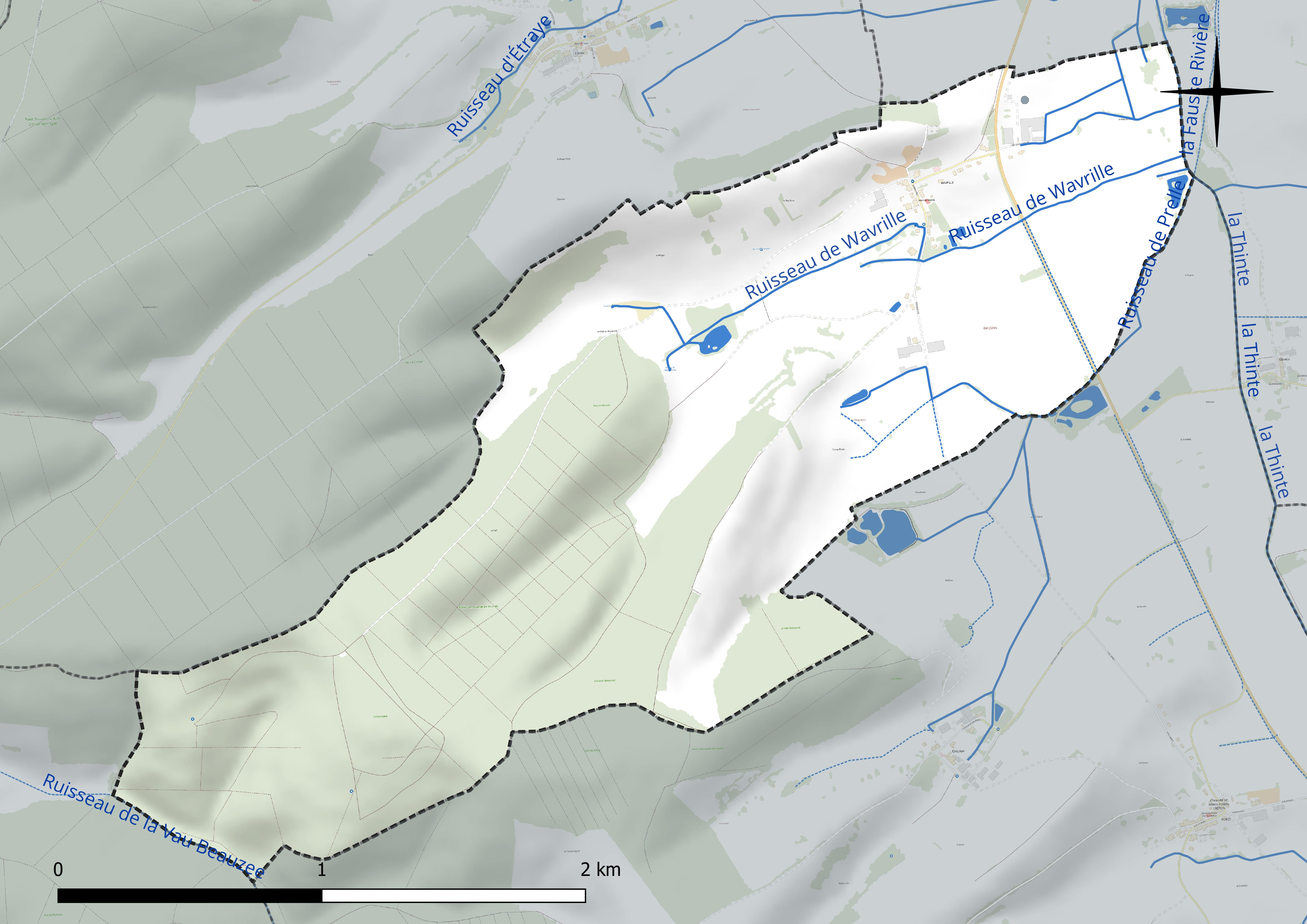
Réseau hydrographique de Wavrille.

### Climat
Pour des articles plus généraux, voir Climat du Grand Est et Climat de la Meuse.
En 2010, le climat de la commune est de type climat de montagne, selon une étude du Centre national de la recherche scientifique s'appuyant sur une série de données couvrant la période 1971-2000. En 2020, Météo-France publie une typologie des climats de la France métropolitaine dans laquelle la commune est exposée à un climat océanique altéré et est dans la région climatique  Lorraine, plateau de Langres, Morvan, caractérisée par un hiver rude (1,5 °C), des vents modérés et des brouillards fréquents en automne et hiver.
Pour la période 1971-2000, la température annuelle moyenne est de 9,8 °C, avec une amplitude thermique annuelle de 16,1 °C. Le cumul annuel moyen de précipitations est de 965 mm, avec 14,1 jours de précipitations en janvier et 9,6 jours en juillet. Pour la période 1991-2020, la température moyenne annuelle observée sur la station météorologique de Météo-France la plus proche, « Septsarges », sur la commune de Septsarges à 17 km à vol d'oiseau, est de 10,3 °C et le cumul annuel moyen de précipitations est de 942,8 mm. 
La température maximale relevée sur cette station est de 39,9 °C, atteinte le 25 juillet 2019 ; la température minimale est de −15,7 °C, atteinte le 1er janvier 1997,,.
Les paramètres climatiques de la commune ont été estimés pour le milieu du siècle (2041-2070) selon différents scénarios d'émission de gaz à effet de serre à partir des nouvelles projections climatiques de référence DRIAS-2020. Ils sont consultables sur un site dédié publié par Météo-France en novembre 2022.

## Urbanisme

### Typologie
Au 1er janvier 2024, Wavrille est catégorisée commune rurale à habitat très dispersé, selon la nouvelle grille communale de densité à sept niveaux définie par l'Insee en 2022.
Elle est située hors unité urbaine et hors attraction des villes,.

### Occupation des sols
L'occupation des sols de la commune, telle qu'elle ressort de la base de données européenne d’occupation biophysique des sols Corine Land Cover (CLC), est marquée par l'importance des territoires agricoles (53,7 % en 2018), une proportion identique à celle de 1990 (53,7 %). La répartition détaillée en 2018 est la suivante : 
prairies (45,6 %), forêts (40,6 %), terres arables (8,1 %), milieux à végétation arbustive et/ou herbacée (5,6 %). L'évolution de l’occupation des sols de la commune et de ses infrastructures peut être observée sur les différentes représentations cartographiques du territoire : la carte de Cassini (XVIIIe siècle), la carte d'état-major (1820-1866) et les cartes ou photos aériennes de l'IGN pour la période actuelle (1950 à aujourd'hui).

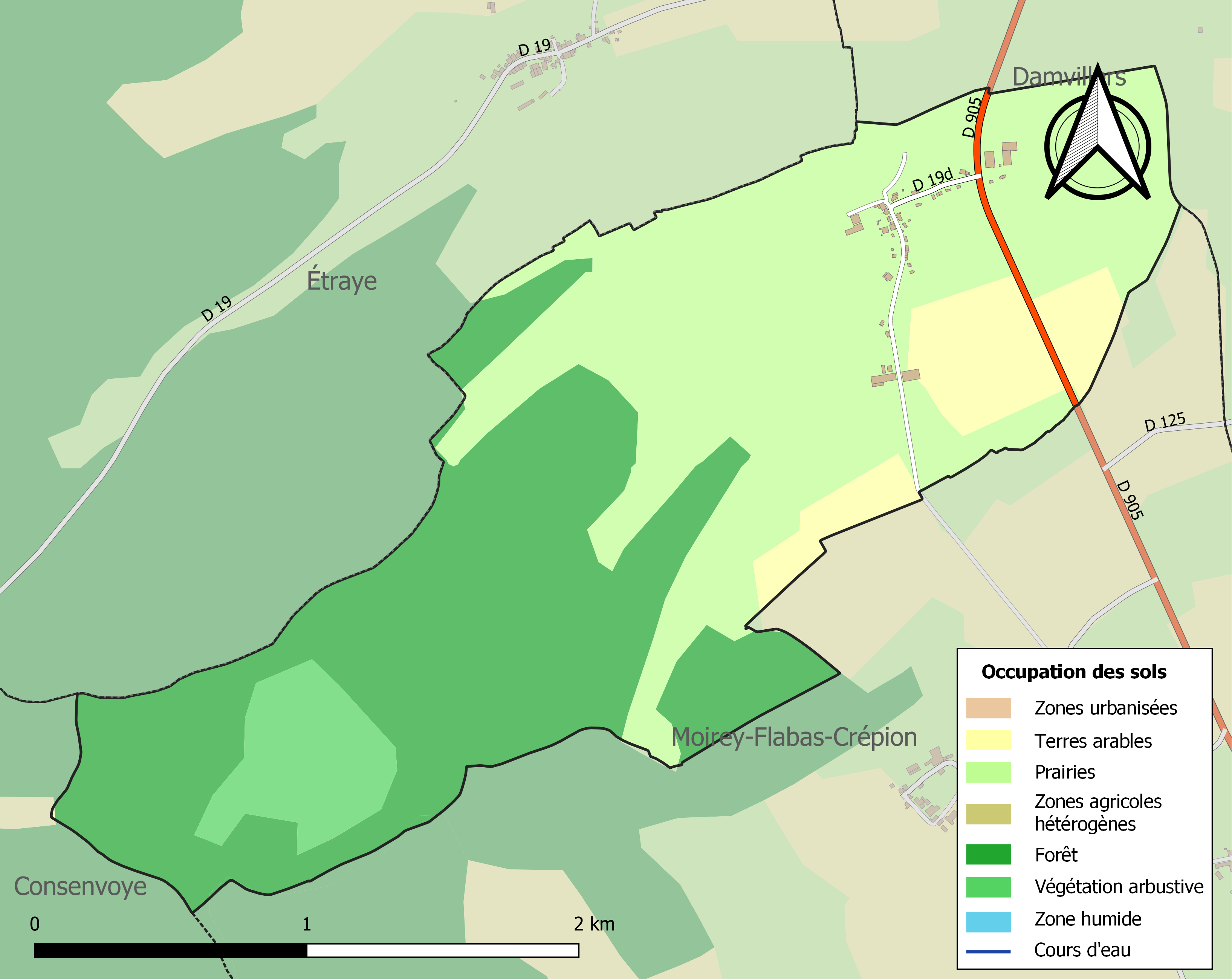
Carte des infrastructures et de l'occupation des sols de la commune en 2018 (CLC).

## Toponymie
Wavrille est attesté sous les formes Wavrevium (1194) ; Wavreia (1197) ; Wavrilles (1238) ; Wabvrille (XVIe siècle) ; Uuavrille (1656) ; Wavril (1700) ; Wavrilla (1738).

Du gaulois -vabero, vobero, « bois, ruisseau, terre autrefois humide ». Du roman *vober « terre inculte, broussailles » et du suffixe roman -eium ; remplacé par -eille, ( latin -iculas ).

## Histoire

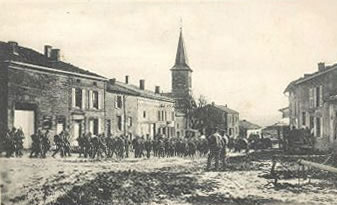
Passage d'une troupe allemande en direction de Verdun.

Cette section a été rédigée à partir de trois sources d'informations.
Notre sobriquet est "Chats Grillis" ou les chats grillés. Notre saint patron, saint Hilaire, est fêté le 14 janvier.
Wavrille doit ses origines au défrichement des marais et des friches par les moines (comme pour Damvillers). Son étymologie provient d’un mot gaulois vobero ou vabero, qui désignait un petit ruisseau plus ou moins caché, l’endroit où de l’eau sourd de terre (étymologie que l'on retrouve dans des lieux-dits pour désigner une source, un ruisseau, mais aussi un bois, une prairie ou une terre humide, Wavrille quoi... le village porte bien son nom). Vobero a également servi à donner le nom à la Woëvre[réf. nécessaire].
Auparavant, Wavrille appartenait au diocèse de Verdun. Et faisait partie du Luxembourg français de 1659 à 1790, dans le bailliage de Marville. Les chartes d'affranchissement ont eu lieu en 1318, 1320, 1324, et 1342. C'est en 1324 que Wavrille est sorti de la dotation de Mettloch à la suite de son achat par le roi de Bohème Jean comte du Luxembourg.
Le village comptait 409 habitants en 1850. Wavrille a été totalement détruit en 1914-1918. On peut joliment admirer l'église Saint-Hilaire aujourd'hui, qui remplace celle détruite en 1914-1918. La blancheur de ses pierres en fait un monument stratégique pour l'armée ou tout autre avionaute, puisqu'elle se repère de très loin pourvu qu'on prenne un peu de hauteur. Elle n'a pas été reconstruite sur l'emplacement de l'ancienne église, qui se trouvait en lieu et place de l'actuelle mairie.
Wavrille a été fusionnée avec le village d'Etraye jusqu'en 1987.
Wavrille est aujourd'hui un environnement verdoyant, encaissé entre des collines bordées de forêts. Le bois est une des ressources principales du village. Le territoire reste principalement agricole (productions polyculture et bovins). Même si on ne dénombre plus que trois fermes sur la commune (au lieu de six jusqu'au milieu des années 1980).

## Politique et administration

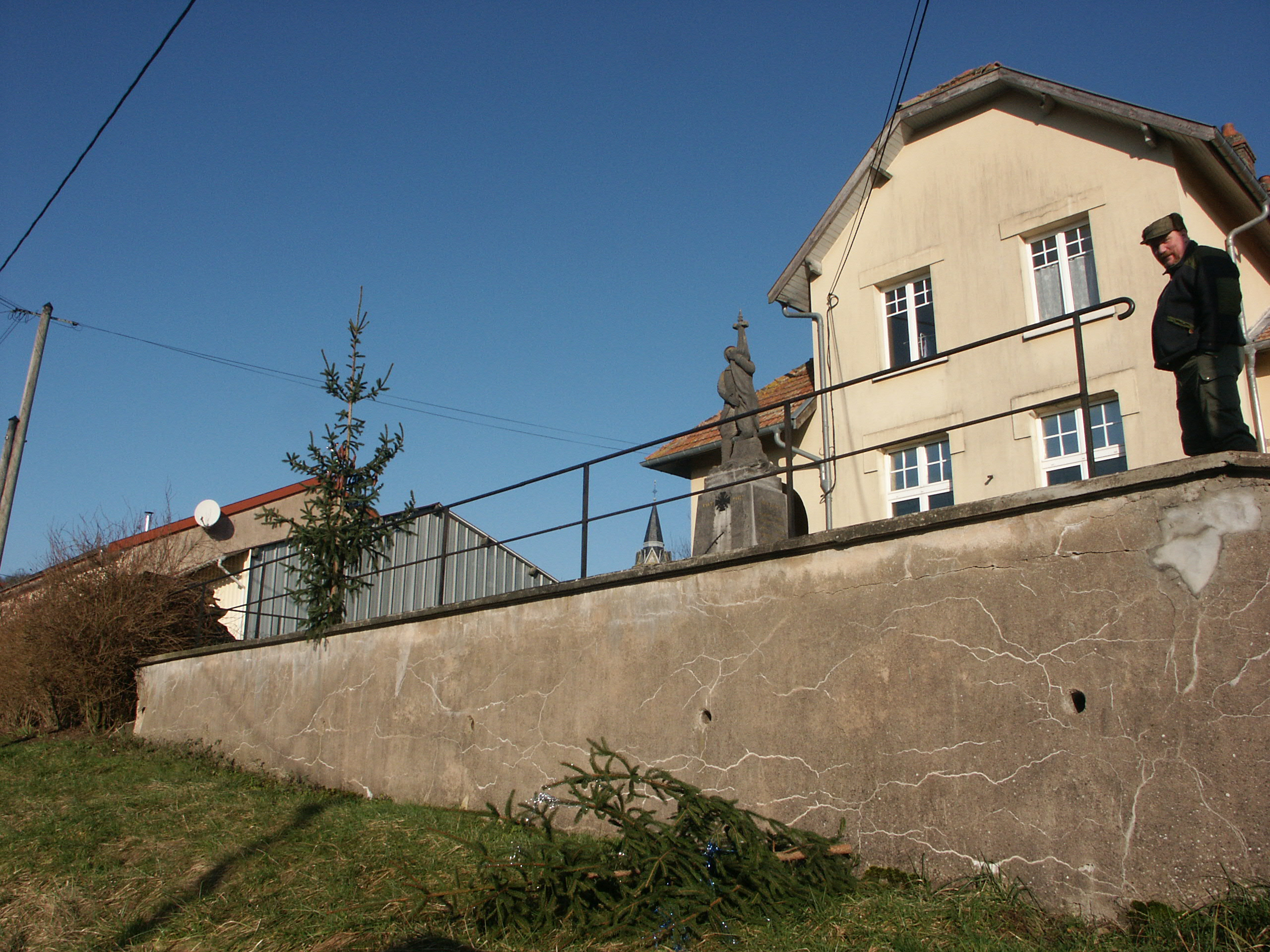
La mairie et le monument aux morts.

| Période | Période  | Identité                 | Étiquette | Qualité                   |
| ------- | -------- | ------------------------ | --------- | ------------------------- |
| An VII  |          | Dominique Remy           |           |                           |
| 1816    |          | Nicolas Ledard           |           |                           |
| 1833    |          | Mathieu Dolet            |           |                           |
| 1852    | 1871     | Jean Mathieu Dolet       |           |                           |
| 1871    | 1873     | Nicolas Haumont          |           |                           |
| 1873    | 1881     | Jean Ernest Goujon       |           |                           |
| 1881    | 1892     | Jean Cailleteau          |           |                           |
| 1892    | 1900     | Jean Baptiste Cochenet   |           |                           |
| 1900    | 1904     | Louis Claire Charlot     |           |                           |
| 1904    | 1912     | Victor François Cochenet |           |                           |
| ...     | ...      | ...                      |           |                           |
| 1972    | 1988     | Marcel Noel              |           |                           |
| 1988    | 2008     | Jean-Marie Gillet        | DVD       |                           |
| 2008    | 2015     | Noël Nizet               |           | Décédé en cours de mandat |
| 2015    | En cours | Ernest Furina            |           |                           |

## Population et société

### Démographie
L'évolution du nombre d'habitants est connue à travers les recensements de la population effectués dans la commune depuis 1793. Pour les communes de moins de 10 000 habitants, une enquête de recensement portant sur toute la population est réalisée tous les cinq ans, les populations de référence des années intermédiaires étant quant à elles estimées par interpolation ou extrapolation. Pour la commune, le premier recensement exhaustif entrant dans le cadre du nouveau dispositif a été réalisé en 2008.

En 2022, la commune comptait 48 habitants, en stagnation par rapport à 2016 (Meuse : −4,4 %, France hors Mayotte : +2,11 %).
| 1793 | 1800 | 1806 | 1821 | 1831 | 1836 | 1841 | 1846 | 1851 |
| ---- | ---- | ---- | ---- | ---- | ---- | ---- | ---- | ---- |
| 209  | 178  | 187  | 178  | 212  | 204  | 187  | 205  | 191  |

| 1856 | 1861 | 1866 | 1872 | 1876 | 1881 | 1886 | 1891 | 1896 |
| ---- | ---- | ---- | ---- | ---- | ---- | ---- | ---- | ---- |
| 168  | 173  | 162  | 161  | 171  | 165  | 165  | 148  | 135  |

| 1901 | 1906 | 1911 | 1921 | 1926 | 1931 | 1936 | 1946 | 1954 |
| ---- | ---- | ---- | ---- | ---- | ---- | ---- | ---- | ---- |
| 132  | 123  | 128  | 39   | 68   | 74   | 74   | 83   | 58   |

| 1962 | 1968 | 1990 | 1999 | 2006 | 2008 | 2013 | 2018 | 2022 |
| ---- | ---- | ---- | ---- | ---- | ---- | ---- | ---- | ---- |
| 48   | 60   | 41   | 49   | 46   | 45   | 47   | 51   | 48   |

## Culture locale et patrimoine

### Lieux et monuments

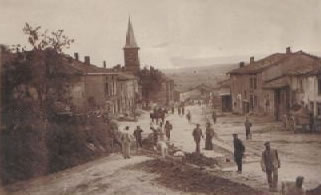
Installation de l'abreuvoir en haut du village.

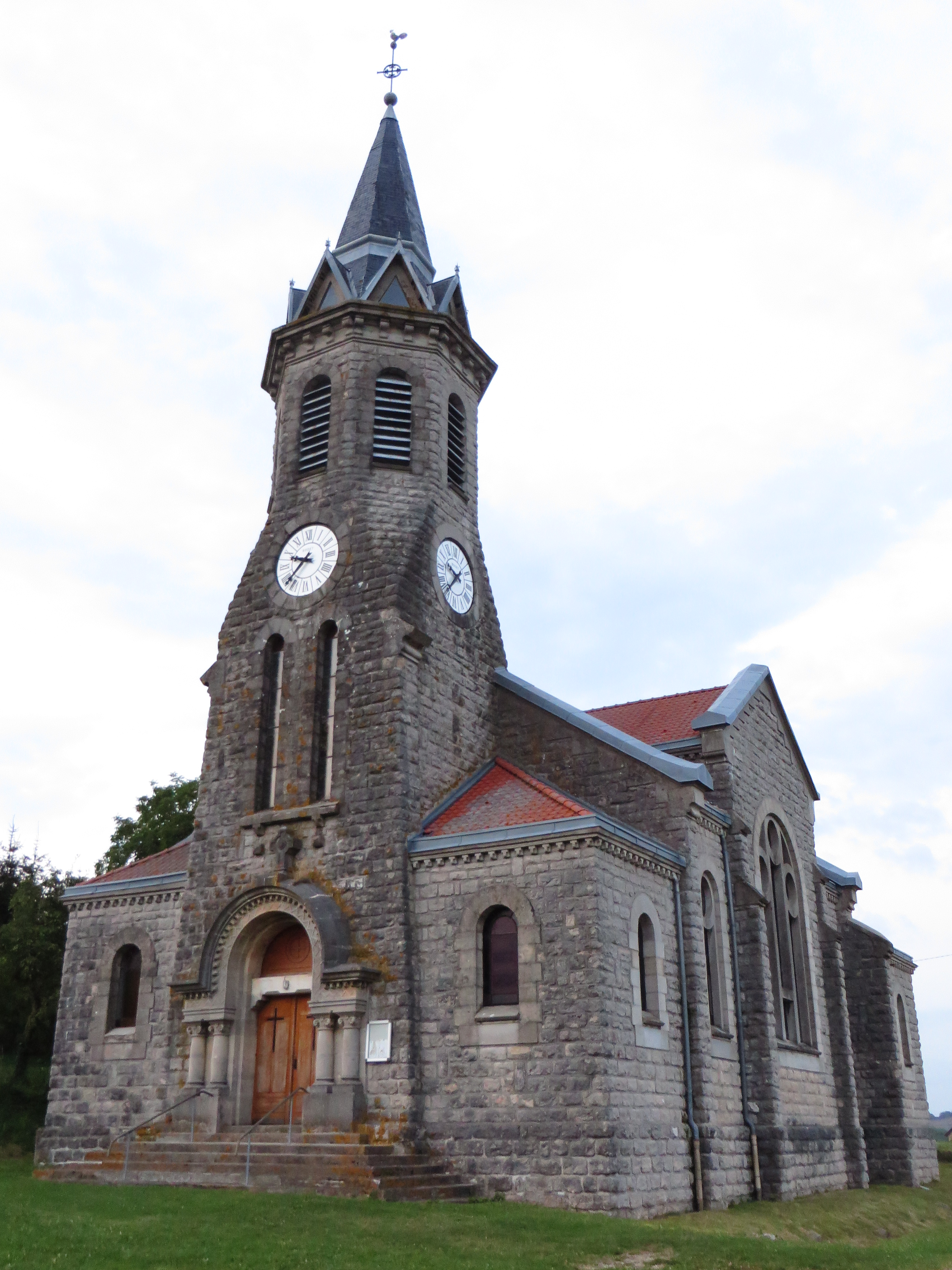
L'église Saint-Hilaire.

Livre d'or : Morts aux Champs d'honneur de la guerre 1914-1918 : Victimes Militaires : Cochenet gabriel ; Cochenet Ernest ; Cure Eugène ; Feuvraux Hippolyte ; Hance Victor ; Paquis Georges ; Paquis René ; Lambert Louis. Civiles : Bourcier Emile ; Couturier Jules ; Charlot Hortense ; Goujon Ernest ; Paquis Emile.
Le monument aux morts se trouve devant la mairie, en plein centre du village.
Un calvaire se trouve sur la route de Crépion, avant la ferme des Sillons.
Il y a deux abreuvoirs dans le village : un entre l'église et la mairie, dans le virage ;
l'autre près du lavoir. Le lavoir possède une mare à son entrée, qui servait autrefois à l'abreuvement du bétail. Ce lavoir sert aujourd'hui de point de ralliement pour la jeunesse, avec notamment en début septembre « l'apéro-déprimo-post-rentrée ».
Église Saint Hilaire XIXe siècle. Reconstruite toute en pierre en 1930. Portail néo-roman. Clocher octogonal, flèche hexagonale couverte d'ardoise.
Au cimetière se trouve une concession à perpétuité du général Alexandre.
Quelques ouvrage de guerre se trouvent dans les bois, parmi d'autres vestiges. Des tranchées sont encore visibles, ainsi que des sapes.

### Personnalités liées à la commune
L'abbé Alfred-Nicolas Weber est né à Wavrille le 23 septembre 1843. Il a été chanoine de Verdun, et est l'auteur de nombreux ouvrages religieux en particulier "Les quatre Evangiles en un seul", tiré à quatre millions d'exemplaires et traduit dans de nombreuses langues. Il est mort à Verdun le 12 décembre 1912.